# Petru Lucinschi
Petru Lucinschi (né le 27 janvier 1940 à Rădulenii Vechi, district de Florești en Bessarabie, alors en Roumanie) est un homme d'État moldave, président de la république de Moldavie du 15 janvier 1997 au 7 avril 2001. 
Après avoir été membre éminent du Parti communiste de l'Union soviétique, Lucinschi a été proche du parti agrarien de Moldavie.

## Biographie
Petru Lucinschi suit des études à l'université d'État de Chișinău et en sort diplômé en 1962. Il obtient un doctorat en philosophie en 1977.
Durant la perestroïka, il siège au Soviet suprême de l'Union soviétique. De 1986 à 1989, il participe à la direction du Parti communiste au Tadjikistan, comme deuxième secrétaire.
À côté de ses activités politiques, Petru Lucinschi occupe des postes importants dans la hiérarchie de l'Académie des sciences d'URSS.
En 1989, peu avant la chute de l'Union des républiques socialistes soviétiques, Lucinschi accède au poste de premier secrétaire du Parti communiste de la République socialiste soviétique moldave avant de quitter ce poste en 1990. Entre 1992 et 1993, il est ambassadeur de Moldavie auprès de la fédération de Russie.
Petru Lucinschi se présente à l'élection législative du 4 février 1994 et est élu. Il siège à partir du 29 mars.
Petru Lucinschi est élu au suffrage universel le 1er décembre 1996 deuxième président de la république de Moldavie et succède à Mircea Snegur le 15 janvier 1997. Il échoue aux élections législatives anticipées de 2001. Le Parlement choisit Vladimir Voronin comme nouveau président.